# Cafezinho
Cafezinho é um tradicional programa do rádio gaúcho, anteriormente transmitido pela Pop Rock FM e desde 20 de setembro de 2013 pela Mix FM de Porto Alegre com sede e estúdios em Canoas, RS. Ele conta com comunicadores de renome no cenário gaúcho discutindo as principais notícias da atualidade, o comportamento humano, o futuro da música e fazendo muita graça com suas piadas, interação com seus ouvintes e o seu bom humor característico. O talk show vai ao ar ao vivo de segunda à sexta às 12h..

## História
O programa surgiu em novembro de 1997 na então recém inaugurada Pop Rock FM, quando quatro de seus comunicadores levavam ao ar, por ocasionalidade, uma conversa muito bem-humorada. Na mesma hora, através de faxes e telefonemas, muitos ouvintes se manifestavam positivamente pedindo para que repetissem a dose. Então, naquele dia, sem qualquer divulgação nem grandes expectativas por parte de seus apresentadores, nascia o programa.
A atração iniciava sua história com a presença de Alexandre Fetter, Arthur de Faria, Celso Garavelo, Mauro Borba e as risadas de Carlos Couto, seus idealizadores, que se surpreenderam mais tarde com o tamanho sucesso que vinham fazendo. O programa, que no começo sequer tinha um nome, estava alcançando índices nunca antes conseguidos por um programa radialístico no Rio Grande do Sul, colocando a Pop Rock no topo das mais ouvidas no horário.  Nos anos de 1997 e 1998 as edições do programa também foram exibidos pela TV, no Canal 20 de Porto Alegre, o que garantia a maior audiência da emissora.
A popularidade do programa era tamanha que em 2005, com a aclamação do público e com inúmeros anunciantes querendo investir, era lançada uma segunda edição do talk show, o Café das Cinco, que mais tarde, em 2008, mudaria seu horário das 17 para às 18 horas, passando a se chamar apenas "Cafezinho".
Antes, nos primeiros anos do programa, entrava para o time mais um integrante, Mauricio Amaral, que foi muito bem recebido pelos seus, agora, ouvintes. Em 2000 Celso Garavelo deixava a rádio, e em seu lugar estreava Carlos Eugênio Nunes, o Cagê, que também ganhou a aprovação do grande público. Já no ano 2004, o talk show ganhava o "Correspondente Esportivo", quadro apresentado pelo jornalista Ramiro Ruschel.
Essa foi a equipe que ficou dez anos no ar, com direito, nesse período, a palestras, notícias em jornais e entrevista em um grande veículo de televisão, a  TVCOM, da RBS. Mas em 2007, a mesma RBS que ajudou a divulgar o programa, agora o queria comprar, e assim fez, pelo menos em parte: a Rede Brasil Sul em uma forte reação ao crescimento da Pop Rock, "convidava" Alexandre Fetter, Cagê e Mauricio Amaral para integrar a equipe da Rádio Atlântida FM e do "Pretinho Básico", programa formado nos mesmos moldes do Cafezinho e que com o passar do tempo veio a alcançar altos níveis de audiência para o seu horário, o que contribuiu para a queda do número de ouvintes da Pop Rock segundo pesquisas especializadas e fez com que o programa passasse a ter uma formação instável com frequentes mudanças de integrantes e conteúdo.
A rádio da Ulbra (como também é conhecida a Pop Rock), após  perder parte da audiência do programa e ver três de seus locutores sendo contratados pela sua principal concorrente, chamava Simone Cabral, Adriano Domingues, Paulo Inchauspe e Eron Dal Molin mais a efetivação de Ramiro Ruschel para ocupar os espaços vagos e assim formar o que seus ouvintes denominaram "Cafezinho New Generation". O apresentador Bivis também integrou a equipe, mas este ficou apenas sete meses.
Em setembro de 2008, após onze anos, Carlos Couto deixava o programa para dar lugar a Thadeu Malta, que assumia, assim, a ancoragem da atração, cargo que, desde a saída de Alexandre Fetter, era ocupado por Mauro Borba. Mas a passagem de Thadeu pelo programa durou pouco. O radialista deixava a atração em março do ano seguinte, 2009. Assim, Inchauspe passava a assumir a ancoragem. Em junho, ainda em 2009, Ramiro Rushel deixava de ser participante integral do programa e voltava a apenas apresentar o "Correspondente Esportivo", quadro que desde sua estreia nunca saiu do ar, mas que viria em maio do ano seguinte a se intitular "Drops Máquina do Cafezinho".
Já em agosto, era a vez de Eron Dal Molin deixar a atração. Para substituí-lo, estreava o ator e humorista Cris Pereira. Em setembro, ocorria o retorno de Bivis (na primeira edição) mais a efetivação do locutor Márcio Paz (na segunda edição). Ambos, porém abandonariam o programa mais tarde, em março de 2010 sem qualquer manifestação. Bivis, no entanto, voltaria, novamente, em maio (em ambas edições).
Antes, em abril o programa voltava a dar as caras na TV: o "Pingos de Café", também em duas edições diárias, passaria a exibir cerca de cinco minutos do Cafezinho ao vivo na Ulbra TV, emissora do Grupo Ulbracom. "Pingos de Café" passou a ser um dos picos de audiência do canal.
Já em agosto estreava uma figura já conhecida pelo público do programa. Óliver Webber, após diversas participações, ganhava lugar fixo no programa. Ele entrava para substituir Bivis que deixava novamente a atração, porém, dessa vez apenas a segunda edição.
Por motivos desconhecidos e para a decepção de todos os ouvintes do programa Cafezinho, Adriano Domingues e Simone Cabral deixaram de ser comunicadores da rádio em outubro de 2010. No mesmo mês, a mais nova contratada Grazi Oliveira, tornou-se integrante da atração em um dos horários.
Após a mudança da rádio do prédio da Ulbra Com (que foi leiloado) para Canoas, no prédio 11 da universidade, Grazi Oliveira deixou a grade da emissora. Pouco tempo depois, Simone Cabral torna a reintegrar o grupo de comunicadores do Cafezinho.
No dia 23 de fevereiro de 2012, o ex-integrante Eron Felipe Dalmolin retorna ao programa. para suprir a saída de Ramiro Ruschel,[carece de fontes?] que foi para o Grupo RBS.
Em julho do mesmo ano, Eron deixou a rádio e anunciou em seu Twitter que seguiria novos projetos. Já no mês de agosto, quem anunciou a saída foi Paulo Inchauspe, que através de seu Facebook despediu-se e agradeceu os ouvintes.
No dia 19 de julho de 2013 foi anunciado no Facebook da rádio o cancelamento da edição das 17h a partir de 22 de julho, após 9 anos no ar, desagradando ouvintes que se manifestaram contra através das redes sociais, alegando-se questões comerciais. O programa clássico na rádio FM gaúcha foi substituído por um musical pop sem intervalos. Não houve sequer outra posição oficial por parte da emissora.
No dia 5 de setembro de 2013, outro que divulgou seu desligamento da emissora (dias antes da Mix FM assumir o controle da rádio), e consequentemente do programa, foi o então âncora, Bivis. Segundo ele, em comunicado no Facebook, por motivos pessoais.
Em 2024, o programa Cafezinho iniciou uma nova fase com um elenco estrelado que combina talento, experiência e relevância. Entre os novos integrantes está Capu, DJ, apresentador, palestrante e influenciador reconhecido por sua versatilidade e conexão com o público jovem. Também se junta ao time Juju Massena, uma das maiores influenciadoras do Rio Grande do Sul nos nichos de moda, estilo de vida e causas sociais, com destaque em posicionamento político, feminismo e defesa dos direitos dos animais.
Fortalecendo a equipe, o programa conta ainda com Eron Dalmolin, humorista carismático e uma das vozes mais marcantes do rádio gaúcho, e Bruna Essig, jornalista especializada em consultoria de comunicação e treinamento de mídia, trazendo um olhar estratégico e inovador. No campo esportivo, Ramiro Ruschel, jornalista e narrador esportivo consagrado, adiciona energia e credibilidade às discussões. Fechando o elenco com chave de ouro, está Orestes de Andrade Junior, jornalista e líder reconhecido, pós-graduado em Liderança, Inovação e Gestão 3.0 pela PUC-RS, CEO da Ulbra TV e da Rádio Mix FM Porto Alegre, além de apresentador do renomado programa Poder RS.
Com essa formação diversificada e de alto nível, o Cafezinho consolida sua posição como um dos programas mais relevantes e dinâmicos do cenário midiático brasileiro.
Com essa formação diversificada e de alto nível, o Cafezinho consolida sua posição como um dos programas mais relevantes e dinâmicos do cenário midiático brasileiro.

## Fotos

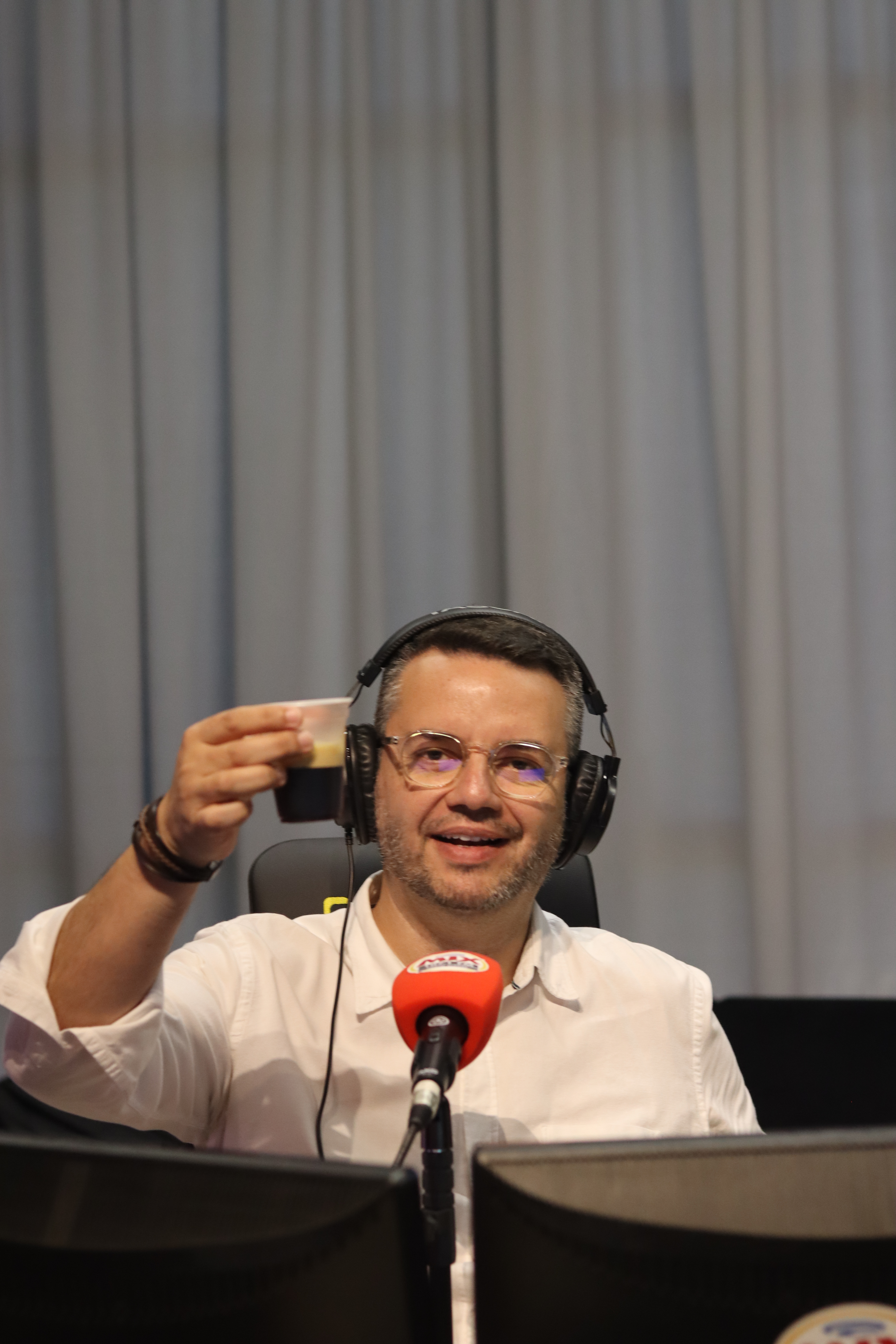
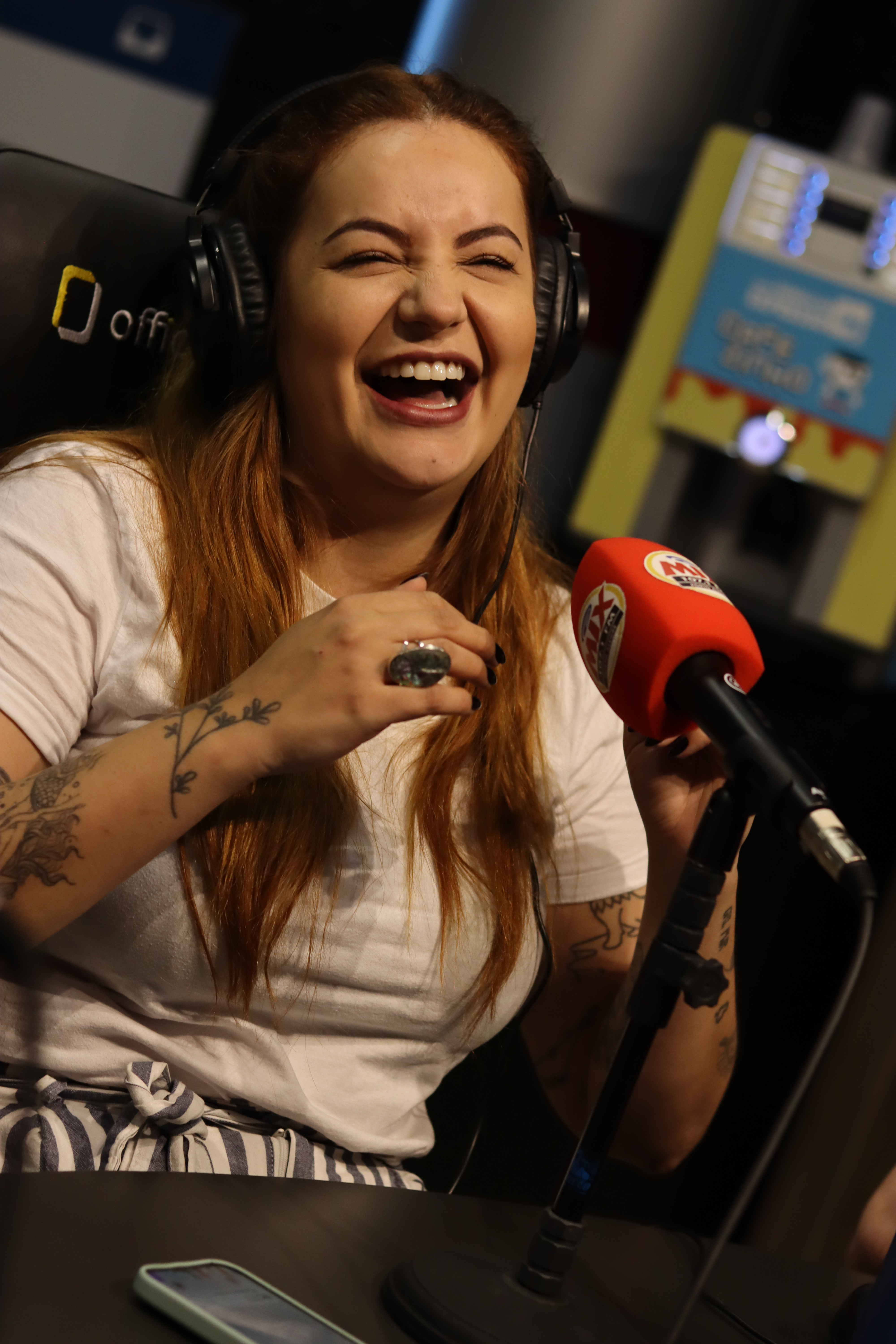
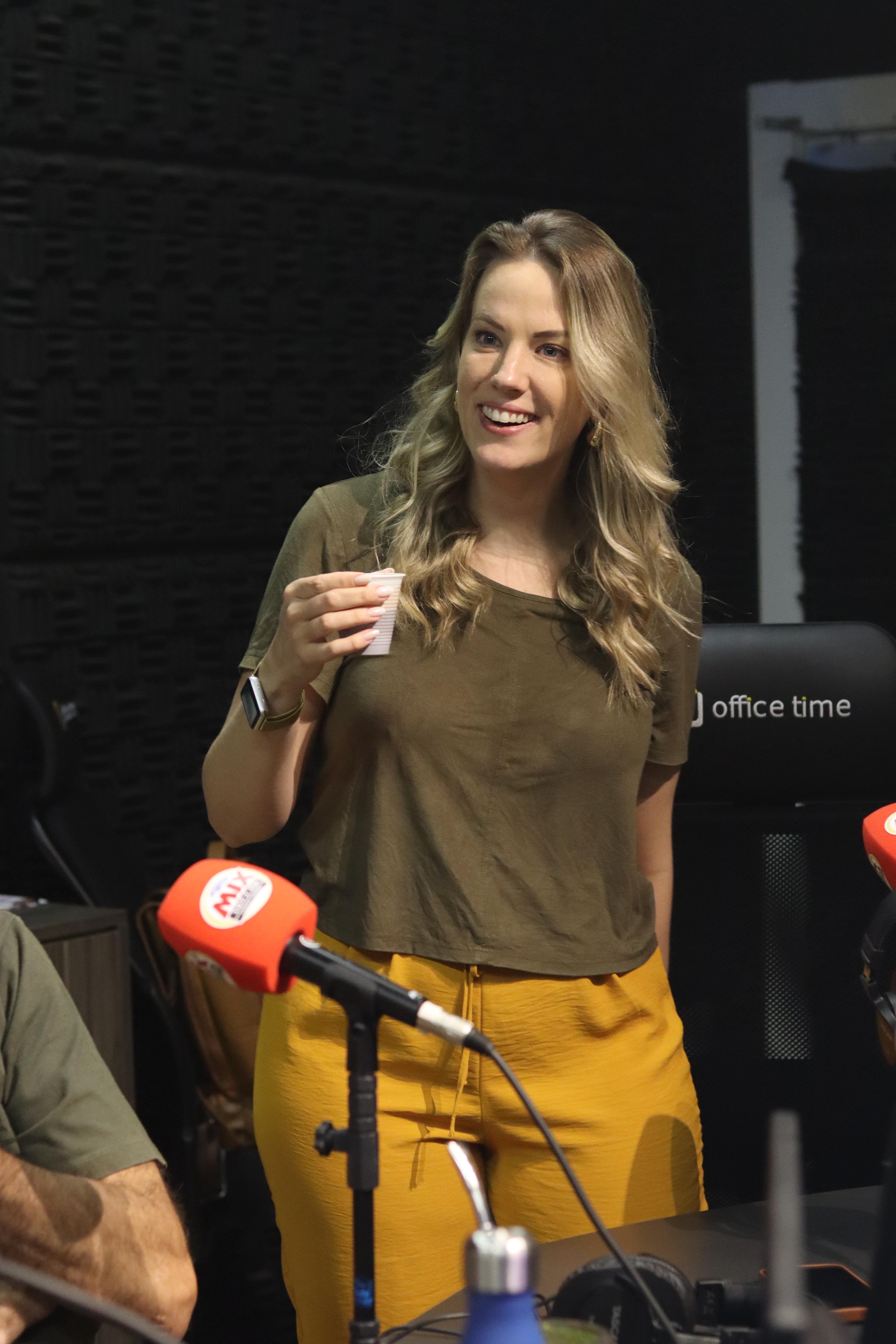
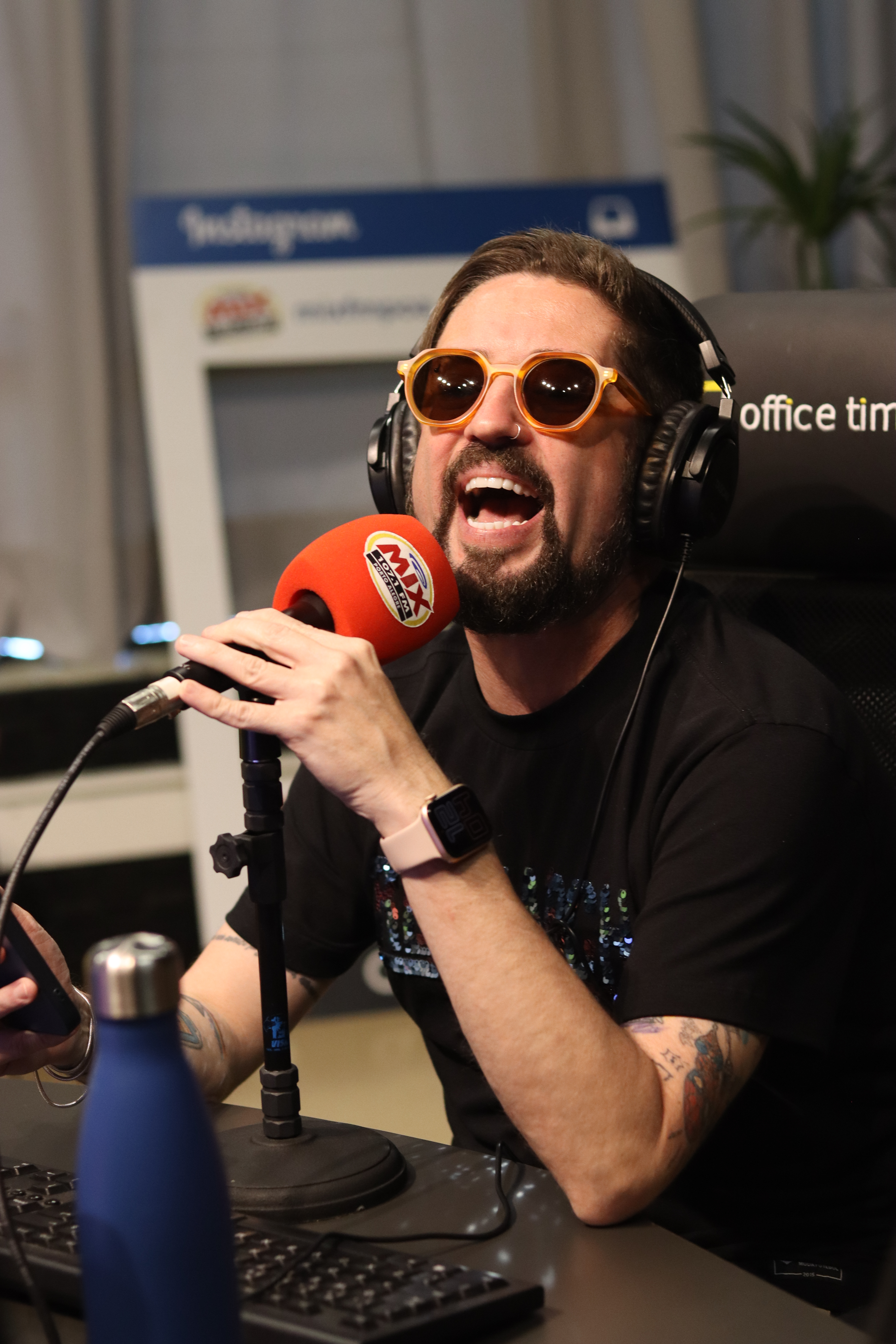
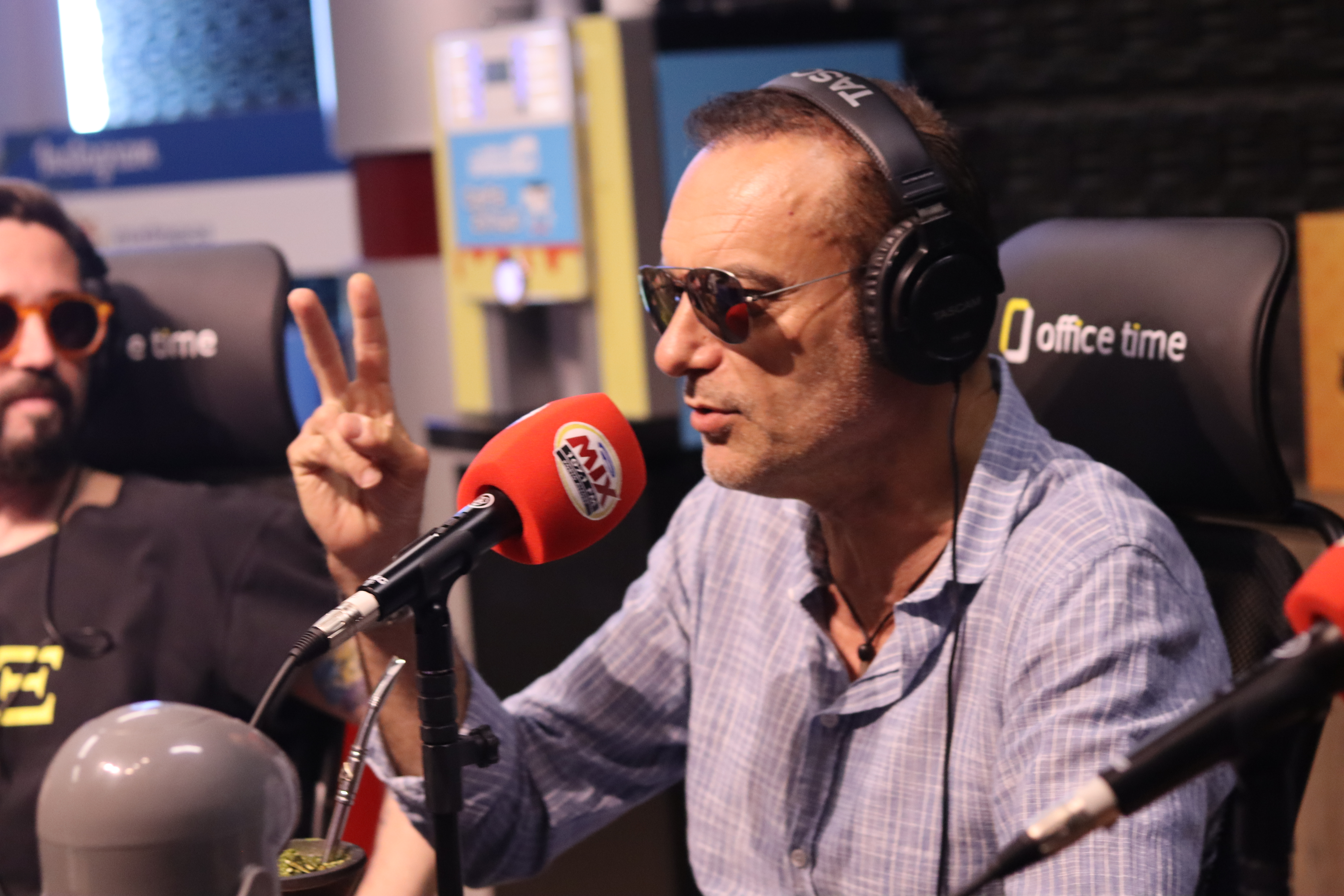
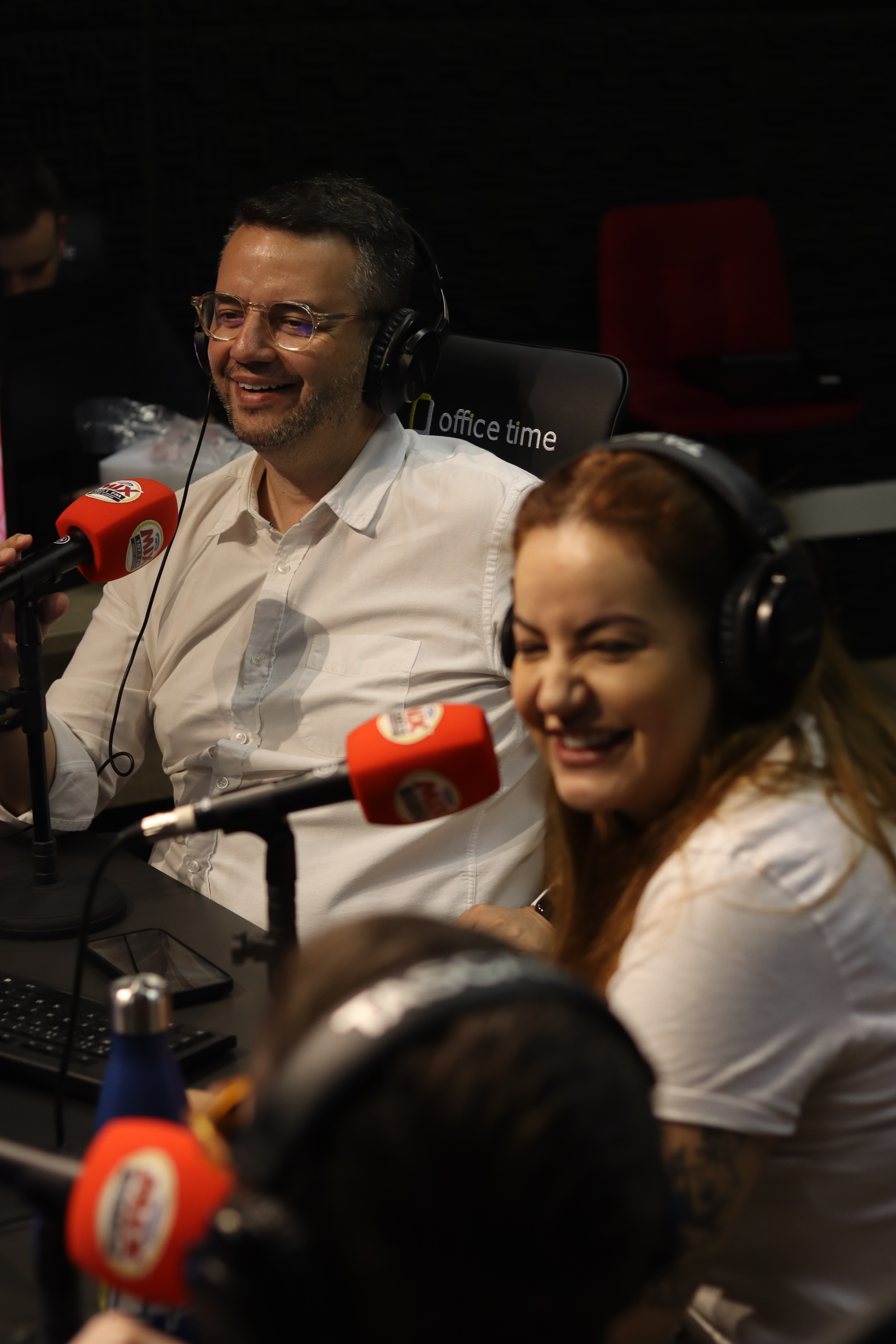
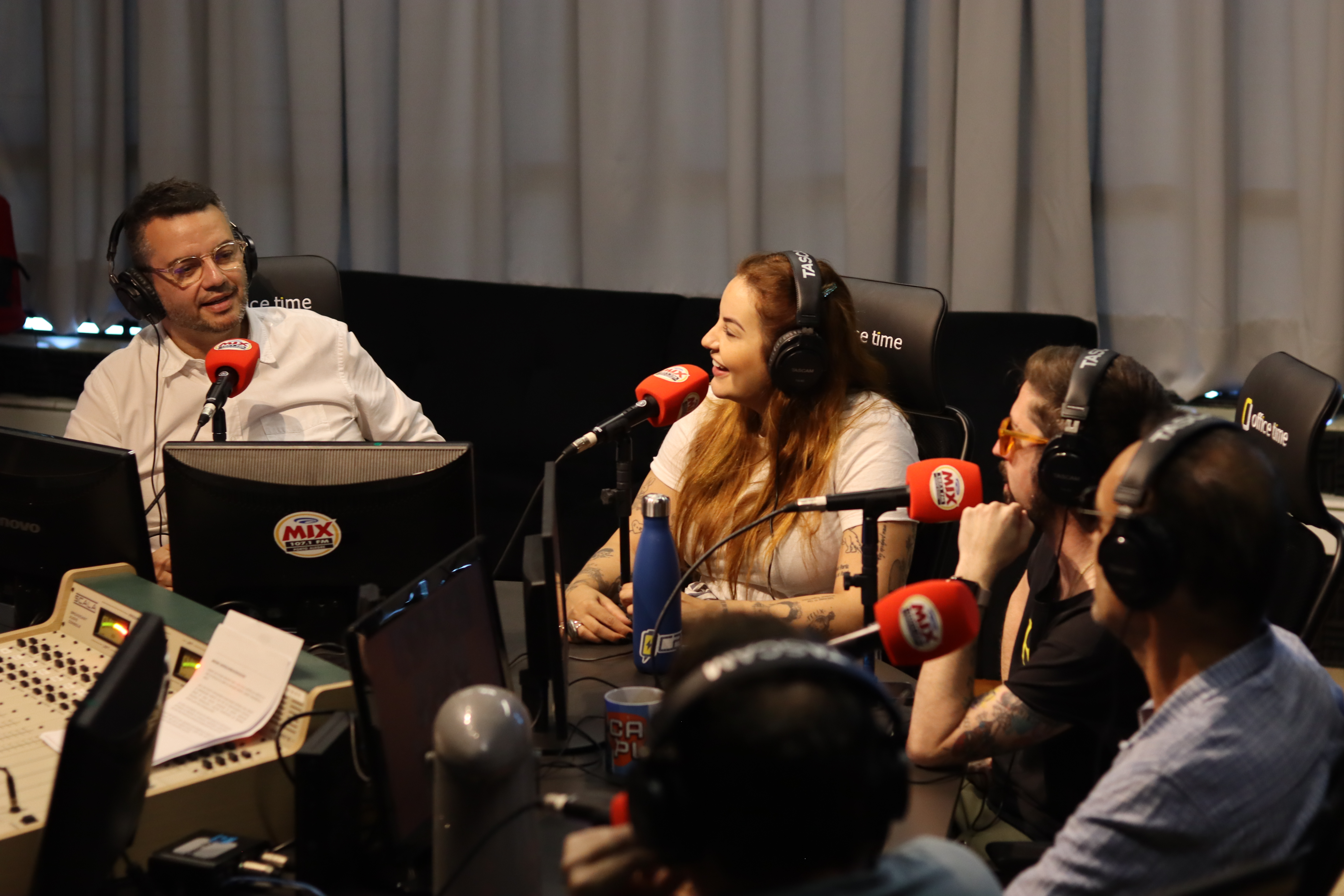
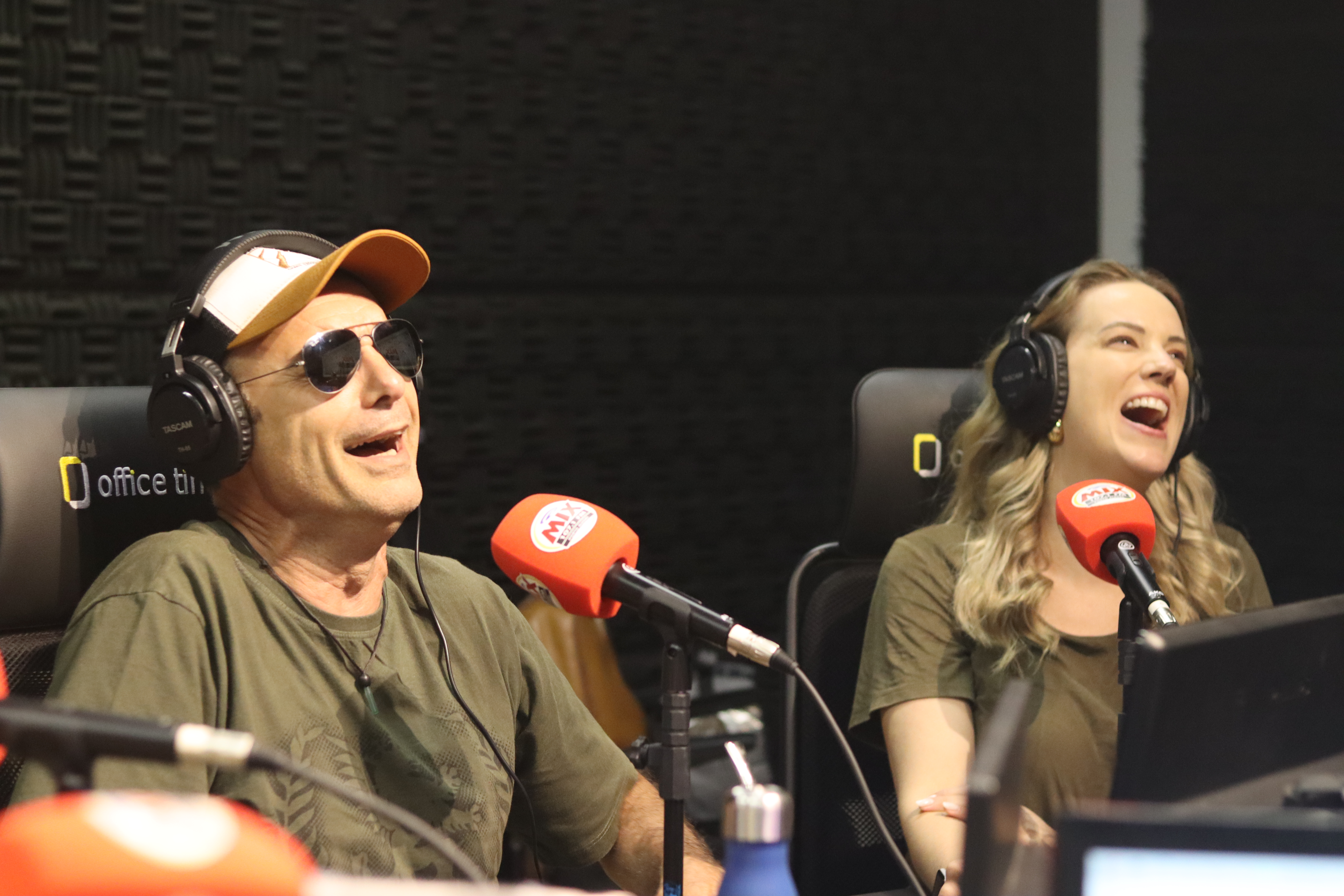
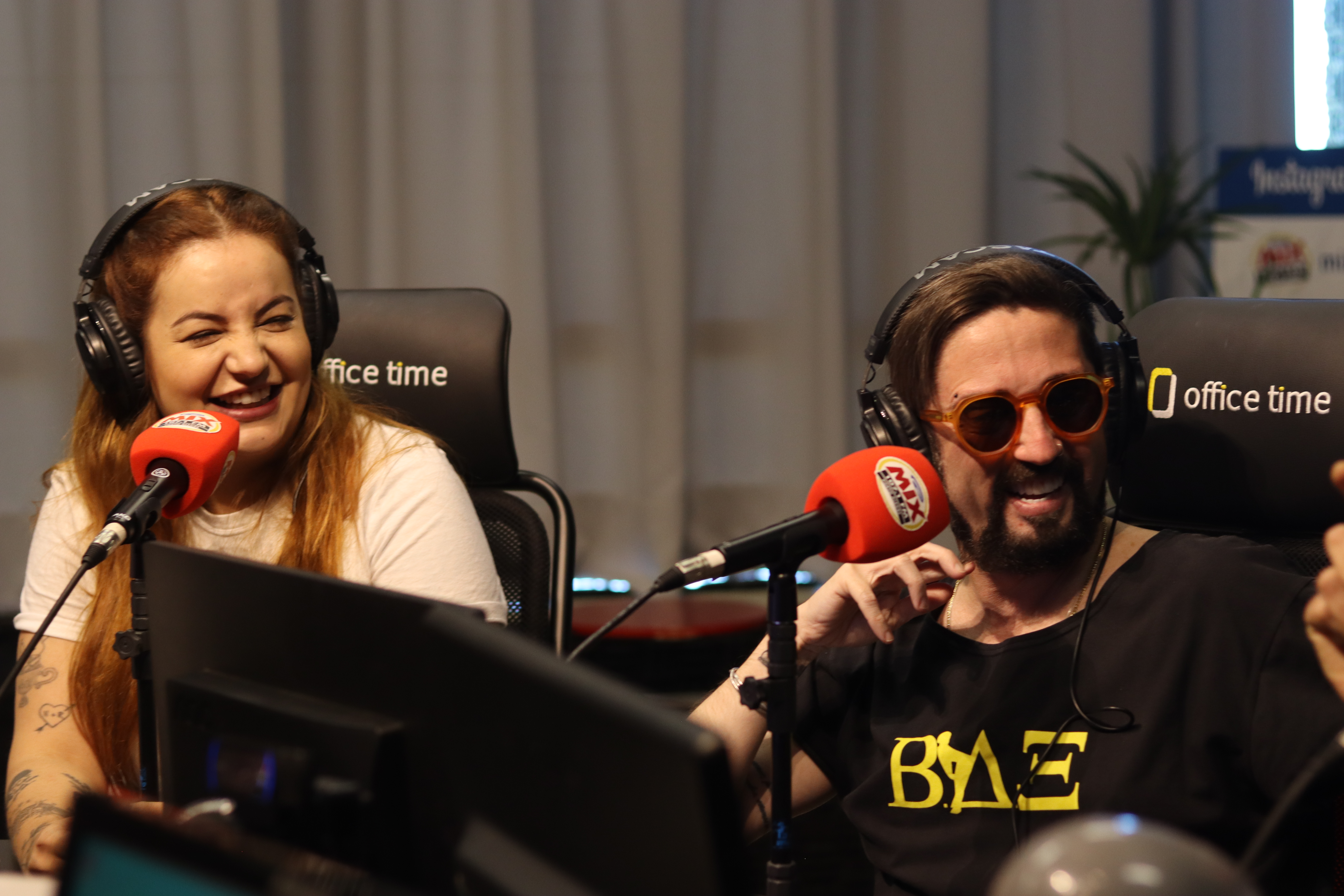
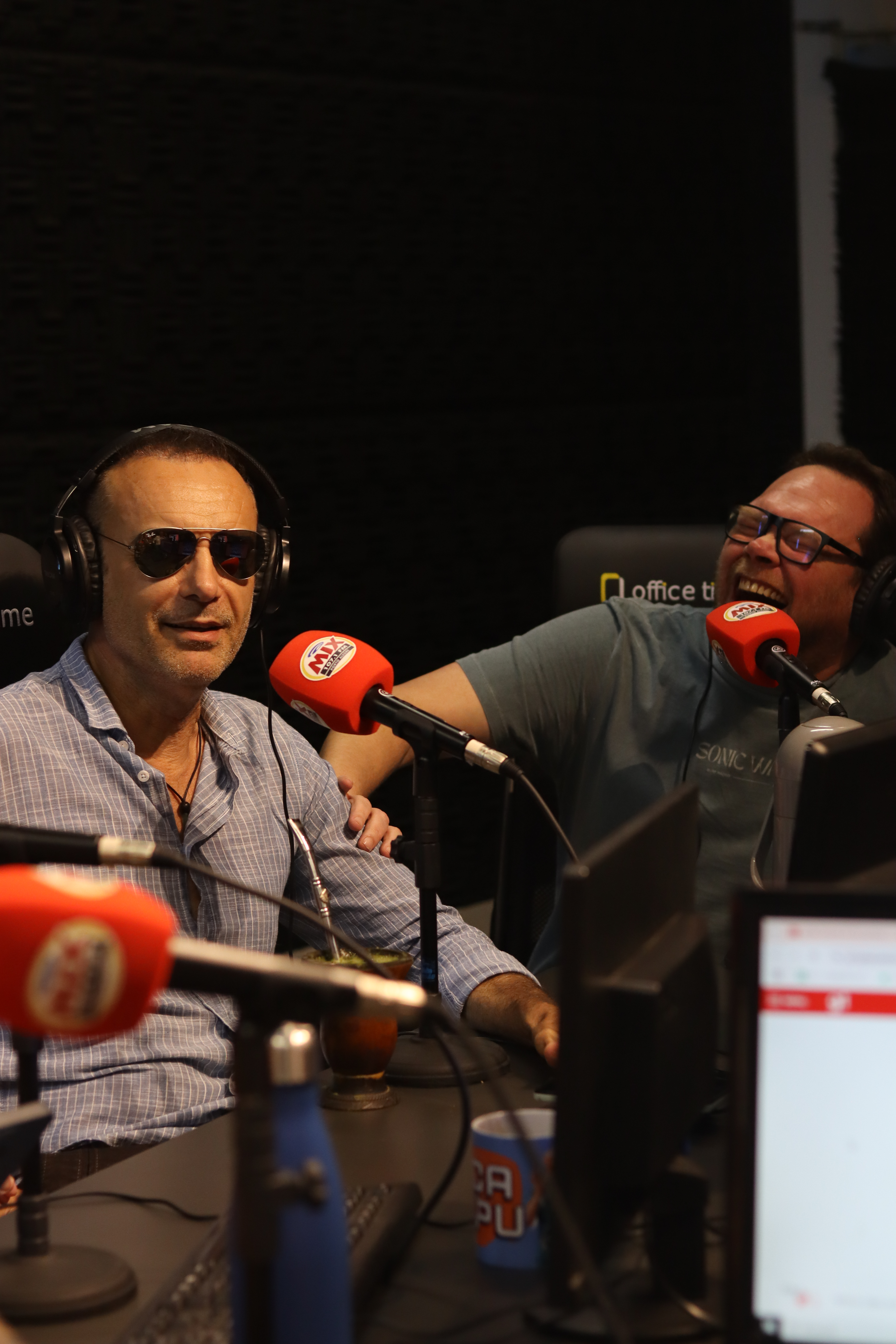
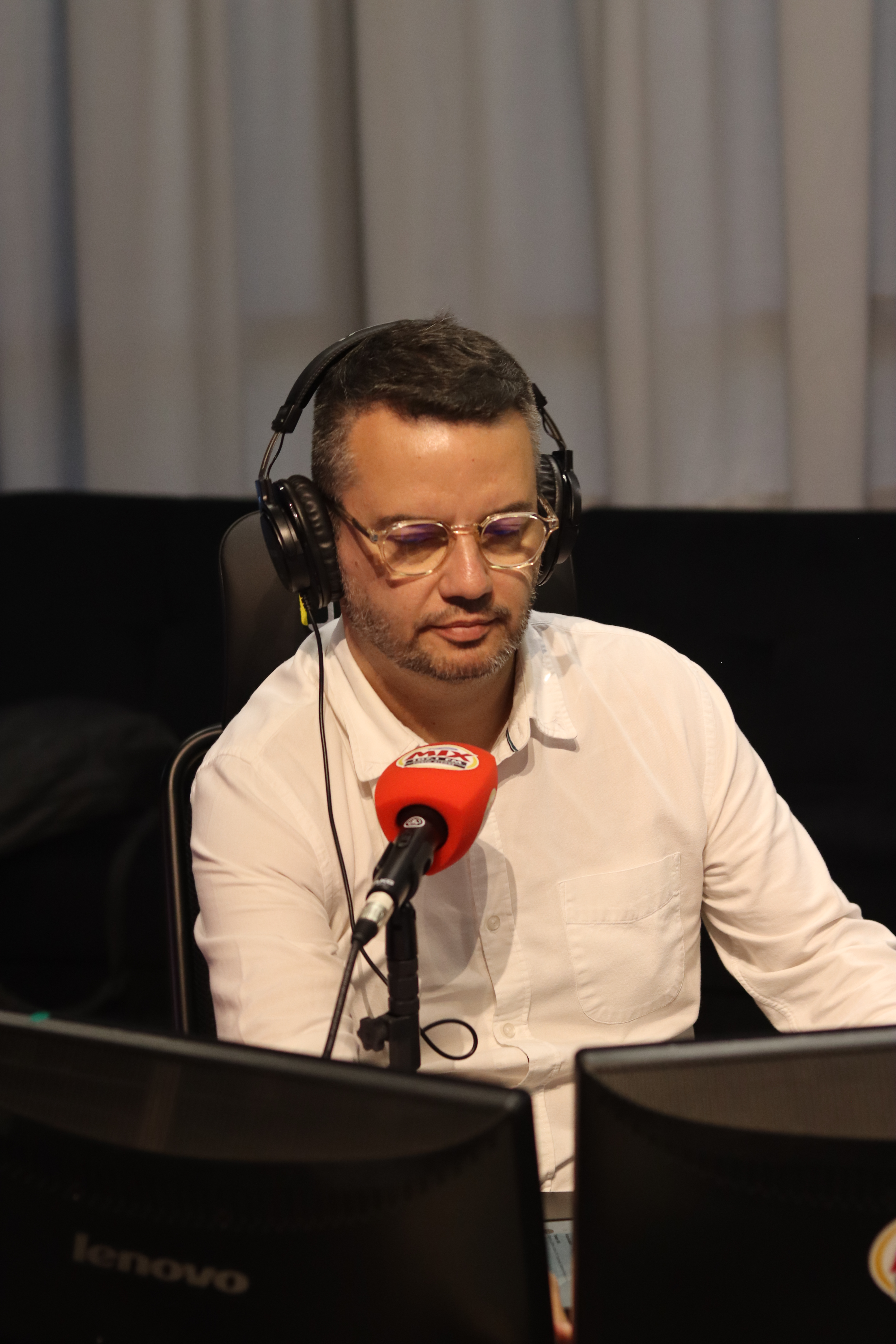

## Integrantes

### Integrantes fixos
| Integrante                | Tempo de atividade | O Que faz                    | Trabalho Anterior |
| ------------------------- | ------------------ | ---------------------------- | ----------------- |
| Orestes de Andrade Junior | 2023 - atualmente  | Comunicador da Rádio Mix FM  | -                 |
| Juju Massena              | 2024- atualmente   | Comunicadora da Rádio Mix FM | Rede Atlantida    |
| Capu                      | 2018 - atualmente  | Comunicador e apresentador   | -                 |
| Bruna Essig               | 2023-atualmente    | Jornalista                   | -                 |
| Eron Dalmolin             | Desde 2018         | comediante e radialista      |                   |

### Ex-integrantes
| Integrante            | Tempo de atividade               | Destino |
| --------------------- | -------------------------------- | --- |
| Adriano Domingues     | 2007-2010                        | Foi locutor na Rádio Gaúcha. Atualmente está na Rádio Farroupilha                                                                          |
| Alexandre Fetter      | 1997-2007                        | Comunicador na Rádio Atlântida e diretor de programação da 102.3 FM                                                                        |
| Carlos Eugênio "Cagê" | 2000-2007                        | Integrou a Rádio Atlântida e foi radialista na Ipanema FM - atualmente está na União FM                                                    |
| Carlos Couto          | 2000-2008                        | Locutor na 102.3 FM |
| Carolina Reque        | 2010-2011                        | - |
| Celso Garavelo        | 1997-2000                        | - |
| Cris Pereira          | 2010-2012                        | "Estrela móvel" do Pretinho Básico da Rádio Atlântida                                                                                      |
| Eron Dalmolin         | 2007-2009 e 2012                 | Grupo Bandeirantes (Esportes FM Porto Alegre e Ipanema FM) e TV COM. Atualmente está na Rádio Farroupilha, no programa "Bafão Farroupilha" |
| Grazi Oliveira        | 2010-2011                        | Integrou o Kzuka no Grupo RBS e após na Ipanema FM                                                                                         |
| Maurício Amaral       | 2000-2007                        | Ex-produtor do Pretinho Básico na Rádio Atlântida                                                                                          |
| Márcio Paz            | 2009-2010                        | Locutor na Oi FM e participante do programa "Voz do RS" na Rádio Gaúcha- Atualmente está na 102.3 FM                                       |
| Óliver Webber         | 2012-2014                        | Produtor na empresa Artistaria |
| Paulo Inchauspe       | 2007-2012                        | Produtor e músico da banda ManiMani |
| Pedro Espinoza        | 2012-2014                        | Foi comunicador na Ipanema FM |
| Ramiro Ruschel        | 2004-2007 e 2007-2012            | Narrador no Grupo RBS |
| Renato Pereira        | 2009-2010                        | Saiu por motivos pessoais |
| Thadeu Malta          | 2008-2009 e 2013-2014            | Foi comunicador e gerente de programação da Ipanema FM. Atualmente é o gerente de programação das rádios do Grupo Bandeirantes             |
| Júlio Rafael          | 2014-2015                        | Comunicador da Rádio Mix FM |
| Lucas Krug            | 2011-2012                        | Humorista |
| Luis Gustavo Bivis    | 2007-2009, 2011-2013 e 2014-2019 | Apresentador na Ulbra TV |
| Rodrigo Lúcio         | 2007-2014                        | - |
| Arthur de Faria       | 1997-2015                        | - |
| Everton Cunha Mr. Pi  | 2018-2020                        | Comunicador na Rede Atlântida Santa Catarina                                                                                               |
| Vanessa Ioris         | 2020-2022                        | - |

## Produtos
Em 2005 era lançado pela Tridente/Vertical o CD  "Cafezinho", com uma compilação de piadas contadas no programa. Em seguida, em 2006, era lançado o CD "Cafezinho Dois - Uma Máquina de Fazer Rir", outra compilação de piadas que trazia ainda uma última faixa que continha algumas das mais polêmicas brigas e "pisadas na bola" da história do programa. Em 2007, pela Editora da Ulbra, era publicado o Livro/CD "As Melhores Piadas do Cafezinho" com piadas e textos dos integrantes do programa. No ano seguinte, em 2008, movidos pelo sucesso da primeira edição do Livro/CD, era lançado, pela mesma editora, "Cafezinho Impresso - As Melhores Piadas do Programa".

## Convidados
O programa tem como costume trazer convidados ilustres para um bate-papo descontraído, tal como fez com os músicos Wander Wildner e Lobão, Nando Reis as bandas Cascavelletes, Detonautas, Skank, os rappers Marcelo D2 e MV Bill, atores como José de Abreu, o técnico de futebol Felipão e o jornalista Lasier Martins, entre muitos outros.
Em vésperas de eleição o programa também realiza o serviço público de entrevistar os candidatos políticos ao governo do Rio Grande do Sul, porém sem perder o seu característico bom humor, como é de praxe.

## Curiosidades
- Mauro Borba já lançou um livro. A obra distribuída pela Editora Artes & Ofícios chama-se "Prezados Ouvintes - História do Rádio e do Pop Rock". Lá Mauro revela detalhes da criação da Ipanema FM até momentos marcantes do Cafezinho. A "orelha" do livro foi escrita por Arthur de Faria.
- Lançado em 2007, o Livro/CD "As Melhores Piadas do Cafezinho", da Editora da Ulbra, foi a obra mais vendida da 52.ª edição da Feira do Livro de Porto Alegre. Ainda nesta edição a equipe do programa alcançou o posto de segunda maior sessão de autógrafos da história da feira, com mais de três horas de duração, atrás apenas de Paulo Coelho. Em 2008, na 53.ª edição da feira, os comunicadores repetiram o feito, lançando, novamente, a obra mais vendida, o Livro/CD "Cafezinho Impresso".
- No dia 17 de janeiro de 2012 o programa recebeu o prêmio Joaquim Felizardo, entregue pela Secretaria Municipal de Cultura de Porto Alegre na categoria Mídia Rádio.[3]
- Durante a Feira do Livro de Porto Alegre de 2019, Mauro Borba lançou o livro intitulado Pop, Rock e Cafezinho: Aconteceu desse jeito, onde aborda a história da Pop Rock e do programa de maior sucesso da rádio com direito a depoimentos de ex-funcionários.